# تیون‌سازی پلکانی
تیون‌سازی پلکانی (به انگلیسی: Staggered tuning) یا تیون‌سازی پایین‌بالا فنّی است که در طراحی تقویت‌کننده‌های تیون‌شده چندطبقه‌ای استفاده می‌شود که به موجب آن هر طبقه با فرکانس کمی متفاوت تیون می‌شود. در مقایسه با تیون‌سازی همزمان (به انگلیسی: synchronous tuning) (که در آن هر طبقه به‌طور یکسان تیون می‌شود) پهنای‌باند وسیع‌تری را به قیمت کاهش بهره تولید می‌کند. همچنین گذار تیزتری از باندگذر به باندنگذر ایجاد می‌کند. تیون‌سازی و ساخت مدارهای تیون‌سازی پلکانی و تیون‌سازی همزمان آسانتر از بسیاری از انواع فیلترهای دیگر است.
عملکرد مدارهای تیون‌شده پلکانی را می‌توان به‌عنوان یک تابع گویا بیان کرد و از این رو می‌توان آنها را برای هر یک از پاسخ‌های فیلتر اصلی مانند باتروث و چبیشف طراحی کرد. دستکاری قطب‌های مدار برای دستیابی به پاسخ مطلوب به‌دلیل بافر تقویت‌کننده بین طبقات آسان است.
کاربردها شامل تقویت‌کننده‌های IF تلویزیون (عمدتا گیرنده‌های قرن بیستم) و LAN بی‌سیم است.

## منطق

یک تقویت‌کننده معمولی تیون‌شده چندطبقه‌ای. اگر تمام مدارهای LC در یک فرکانس تیون شوند، تقویت‌کننده به‌طور همزمان تیون می‌شود، که اگر همه حاصل‌ضرب‌های C_{k} * L_{k} برابر هستند، اتفاق می‌افتد. در تیون‌سازی پلکانی، حاصل‌ضرب‌های C_{k} * L_{k} به‌طور کلی در هر طبقه متفاوت است.

تیون‌سازی پلکانی پهنای‌باند تقویت‌کننده تیون‌شده چندطبقه‌ای را با بهره کلی افزایش می‌دهد. تیون‌سازی پلکانی همچنین شیب‌نزولی دامن‌های باندگذر را افزایش می‌دهد و درنتیجه انتخاب‌پذیری را بهبود می‌بخشد.

نمودار نشان دهنده کاهش پهنای‌باند ناشی از تیون‌سازی همزمان با افزایش تعداد طبقات، n. هر طبقه در این مثال دارای Q = ۱۰ است.

ارزش تیون‌سازی پلکانی به بهترین وجه با نگاه کردن به کاستی‌های تیون‌سازی هر طبقه به‌طور یکسان توضیح داده می‌شود. این روش را تیون‌سازی همزمان می‌نامند. هر طبقه از تقویت‌کننده باعث کاهش پهنای‌باند می‌شود. در یک تقویت‌کننده با چندین طبقه یکسان، نقاط ۳ دی‌بی پاسخ پس از طبقه اول به نقاط 6 dB طبقه دوم تبدیل می‌شوند. هر طبقه متوالی 3 dB دیگر به لبه باند طبقه اول اضافه می‌کند؛ بنابراین پهنای‌باند 3 dB با هر طبقه اضافی به تدریج باریکتر می‌شود.
به عنوان مثال، یک تقویت‌کننده چهارطبقه‌ای نقاط 3 dB خود را در نقاط 0.75 dB یک طبقه جداگانه خواهد داشت. پهنای‌باند کسری یک مدار LC توسط:
{\displaystyle B={{\sqrt {m-1}} \over Q}}
که در آن m نسبت توان از توان در تشدید به فرکانس لبه باند (برابر ۲ برای نقطه 3 dB و ۱٫۱۹ برای نقطه 0.75 dB) و Q ضریب کیفیت است.

مقایسه پاسخ‌های تیون‌سازی همزمان و پلکانی

بنابراین پهنای‌باند یک ضریب {\displaystyle {\sqrt {m-1}}} کاهش می‌یابد. از نظر تعداد طبقات {\displaystyle m=2^{1/n}} . بنابراین، تقویت‌کننده چهارطبقه‌ای که به‌طور همزمان تیون‌شده است، پهنای‌باندی معادل ۱۹ درصد از یک طبقه دارد. حتی در تقویت‌کننده‌های دوطبقه‌ای، پهنای‌باند به ۴۱ درصد کاهش می‌یابد. تیون‌سازی پلکانی اجازه می‌دهد تا پهنای‌باند به قیمت بهره کلی افزایش یابد. بهره کلی کاهش می‌یابد زیرا زمانی که هر طبقه در تشدید (و در نتیجه حداکثر بهره) است، سایر طبقات برخلاف تیون‌سازی همزمان که در آن همه طبقات در حداکثر بهره در فرکانس یکسان هستند، کاهش می‌یابد. یک تقویت‌کننده دوطبقه‌ای تیون‌شده پلکانی، بهره‌ای 3 dB کمتر از تقویت‌کننده‌های تیون‌شده همزمان خواهد داشت.
حتی در طرحی که برای تیون‌سازی همزمان در نظر گرفته شده است، به دلیل عدم امکان عملی نگه داشتن تمام مدارهای تیون شده به‌طور کامل و به دلیل اثرات بازخورد، برخی از اثرات تیون‌سازی پلکانی اجتناب ناپذیر است. این می‌تواند در کاربردهای باند بسیار باریک که اساساً فقط یک فرکانس نقطه ای مورد توجه است، مانند یک تغذیه نوسان‌ساز محلی یا یک تله موج، یک مشکل باشد. به همین دلیل، بهره کلی یک تقویت‌کننده تیون‌سازی همزمان همیشه کمتر از حداکثر تئوری خواهد بود.
هر دو طرح‌های تیون‌شده همزمان و تیون‌شده پلکانی دارای تعدادی مزیت نسبت به طرح‌هایی هستند که تمام اجزای تیون را در یک مدار فیلتر مجزا جدا از تقویت‌کننده مانند شبکه‌های نردبانی یا تشدیدگرهای جفت‌شده قرار می‌دهند. یک مزیت این است که به راحتی تیون می‌شوند. هر تشدیدگر توسط طبقات تقویت‌کننده از بقیه بافر می‌شود، بنابراین تأثیر کمی بر یکدیگر دارند. از سوی دیگر، تشدیدگرها در مدارهای پلکانی، همگی با یکدیگر، به ویژه نزدیکترین همسایگان خود، تعامل خواهند داشت. مزیت دیگر این است که نیاز نیست قطعات به ایده‌آل نزدیک باشند. هر تشدیدگر LC مستقیماً در یک مقاومتی کار می‌کند که به هرحال Q را کاهش می‌دهد بنابراین هرگونه تلفات در اجزای L و C می‌تواند در این مقاومت در طراحی جذب شود. طرح‌های تجمیع شده معمولاً به تشدیدگرهای Q بالا نیاز دارند. همچنین، مدارهای تیون‌شده پلکانی دارای اجزای تشدیدگر با مقادیر کاملاً نزدیک به یکدیگر هستند و در مدارهای تیون‌شده همزمان می‌توانند یکسان باشند؛ بنابراین گسترش مقادیر اجزاء در مدارهای تیون‌شده پلکانی کمتر از مدارهای تجمیعی است.

## طراحی
تقویت‌کننده‌های تیون‌شده مانند آنچه در ابتدای این مقاله نشان داده شده است را می‌توان به صورت کلی‌تر به‌عنوان زنجیره‌ای از تقویت‌کننده‌های هدایت‌انتقالی که هر کدام با یک مدار تیون‌شده بارگذاری شده‌اند، نشان داد.

تقویت‌کننده تیون‌شده چندطبقه‌ای عمومی

که در آن برای هر طبقه (با حذف پسوندها)
g m هدایت‌انتقالی تقویت‌کننده است
C ظرفیت‌خازنی مدار تیون شده است
L اندوکتانس مدار تیون شده است
G مجموع هدایت خروجی تقویت‌کننده و هدایت ورودی تقویت‌کننده بعدی است.

### بهره طبقه
بهره A (s) یک طبقه از این تقویت‌کننده با استفاده از:
{\displaystyle A(s)={\frac {g_{\mathrm {m} }sL}{s^{2}LC+sLG+1}}}
که در آن s عملگر فرکانس مختلط است.
این را می‌توان به شکل کلی‌تری نوشت، یعنی بدون فرض اینکه تشدیدگرها از نوع LC هستند، با جایگزین‌های زیر:
{\displaystyle \omega _{0}={1 \over {\sqrt {LC}}}} (فرکانس تشدید)
{\displaystyle A_{0}:=A(\omega _{0})={\frac {g_{\mathrm {m} }}{G}}} (بهره در تشدید)
{\displaystyle Q={1 \over \omega _{0}LG}} (ضریب کیفیت طبقه)
در نتیجه،
{\displaystyle A(s)=A_{0}{\frac {s\omega _{0}}{s^{2}Q+s\omega _{0}+\omega _{0}^{2}Q}}}

### پهنای‌باند طبقه
بیان بهره را می‌توان به عنوان تابعی از فرکانس (زاویه ای) با جایگزینی s = iω که در اینجا i واحد فرضی و ω فرکانس زاویه ای است ارائه داد.
{\displaystyle A(\omega )=A_{0}{\frac {i\omega \omega _{0}}{i\omega \omega _{0}+\omega _{0}^{2}Q-\omega ^{2}Q}}}
فرکانس در لبه‌های باند، ωc ، را می‌توان از این عبارت با برابر کردن مقدار بهره در لبه باند با اندازه عبارت، پیدا کرد.
{\displaystyle |A(\omega _{c})|={\frac {A_{0}}{\sqrt {m}}}}
که در آن m به صورت بالا تعریف می‌شود و اگر نقاط 3 dB مورد نظر باشد برابر با دو است.
جواب این برای ωc و گرفتن اختلاف بین دو جواب مثبت، پهنای‌باند Δω را پیدا می‌کند،
{\displaystyle \Delta \omega _{\mathrm {c} }=\omega _{\mathrm {c} 1}-\omega _{\mathrm {c} 2}={\frac {\omega _{0}{\sqrt {(m-1)}}}{Q}}}
و پهنای‌باند کسری B ,
{\displaystyle B:={\frac {\Delta \omega _{\mathrm {c} }}{\omega _{0}}}={\frac {\sqrt {m-1}}{Q}}}

### پاسخ کلی

پاسخ بهره تقویت‌کننده دوطبقه‌ای تیون‌شده پلکانی. پهنای‌باند کسری طبقه 3 dB 0.125 است، اما پهنای‌باند کلی به ۰٫۵۲ افزایش یافته است.

پاسخ بهره یک تقویت‌کننده دوطبقه‌ای تیون‌شده برای مقادیر مختلف Q طبقه

پاسخ کلی تقویت‌کننده توسط حاصل ضرب طبقات جداگانه داده شده است.
{\displaystyle A_{\mathrm {T} }=A_{1}A_{2}A_{3}\cdots }
مطلوب است که بتوان فیلتر را از یک فیلتر نمونه‌اولیه استاندارد پایین‌گذر با مشخصات مورد نیاز طراحی کرد. اغلب، یک پاسخ باتروث هموار انتخاب می‌شود اما توابع چندجمله‌ای دیگری می‌توانند استفاده شوند که امکان تموج در پاسخ را فراهم می‌کنند. یک انتخاب محبوب برای چندجمله ای با ریپل، پاسخ چبیشف برای دامن شیب دار آن است. به منظور تبدیل، عبارت بهره طبقه را می‌توان به شکل پیشنهادی‌تر بازنویسی کرد.
{\displaystyle A(s)={\frac {A_{0}}{1+Q\left({\frac {s}{\omega _{0}}}+{\frac {\omega _{0}}{s}}\right)}}}
این می‌تواند با تبدیل شدن به یک فیلتر نمونه اولیه پایین‌گذر تبدیل شود
{\displaystyle Q\left({\frac {s}{\omega _{0}}}+{\frac {\omega _{0}}{s}}\right)\to {\frac {s}{\omega _{c}'}}}
که در آن ω'c فرکانس قطع نمونه اولیه پایین‌گذر است.
این را می‌توان به سادگی برای فیلتر کامل در مورد تقویت‌کننده‌های تیون‌شده همزمان انجام داد که در آن هر طبقه دارای ω0 یکسان است اما برای تقویت‌کننده تیون‌شده پلکانی هیچ راه‌حل تحلیلی ساده‌ای برای تبدیل وجود ندارد. به جای آن می‌توان با محاسبه قطب‌های یک نمونه‌اولیه پایین‌گذر از فرم مورد نظر (مثلاً باتروث) و سپس تبدیل آن قطب‌ها به یک پاسخ میان‌گذر، به طرح‌های تیون‌شده پلکانی نزدیک شد. سپس قطب‌های محاسبه شده می‌توانند برای تعریف مدارهای تیون‌شده هر طبقه استفاده شوند.

### قطب‌ها
بهره طبقه را می‌توان بر حسب قطب‌ها با فاکتورگیری مخرج بازنویسی کرد.
{\displaystyle A(s)={\frac {A_{0}}{Q}}{\frac {s\omega _{0}}{(s-p)(s-p^{*})}}}
که در آن p , p* یک جفت مزدوج مختلط از قطب هستند
و پاسخ کلی این است،
{\displaystyle A_{\mathrm {T} }={\frac {sa_{1}}{(s-p_{1})(s-p_{1}^{*})}}\cdot {\frac {sa_{2}}{(s-p_{2})(s-p_{2}^{*})}}\cdot {\frac {sa_{3}}{(s-p_{3})(s-p_{3}^{*})}}\cdot \cdots }
که در آن a k = A0kω0k/Q0k
از تبدیل میان‌گذر به پایین‌گذر که در بالا داده شد، عبارتی را می‌توان برای قطب‌ها برحسب قطب‌های نمونه‌اولیه پایین‌گذر یافت، qk،
{\displaystyle p_{k},p_{k}^{*}={1 \over 2}\left({\frac {q_{k}\omega _{0\mathrm {B} }}{\omega '_{\mathrm {c} }Q_{\mathrm {eff} }}}\pm {\sqrt {\left({\frac {q_{k}\omega _{0\mathrm {B} }}{\omega '_{\mathrm {c} }Q_{\mathrm {eff} }}}\right)^{2}-4{\omega _{0\mathrm {B} }}^{2}}}\right)}
که در آن ω0B فرکانس مرکزی میان‌گذر مورد نظر و Q ضریب کیفیت مؤثر (Qeff) مدار کلی است.
هر قطب در نمونه‌اولیه به یک جفت مزدوج مختلط از قطب‌ها در میان‌گذر تبدیل می‌شود و مربوط به یک طبقه از تقویت‌کننده است. اگر فرکانس قطع نمونه‌اولیه، ω'c، روی پهنای‌باند فیلتر نهایی {\displaystyle \omega _{0B}/Q_{eff}}  تیون شود، این عبارت بسیار ساده می‌شود.
{\displaystyle p_{k},p_{k}^{*}={1 \over 2}\left(q_{k}\pm {\sqrt {q_{k}^{2}-4{\omega _{0\mathrm {B} }}^{2}}}\right)}
در مورد طرح باندباریک ω0≫q که می‌تواند برای ساده‌سازی بیشتر با تقریب استفاده شود،
{\displaystyle p_{k},p_{k}^{*}\approx {q_{k} \over 2}\pm i\omega _{0\mathrm {B} }}
این قطب‌ها را می‌توان بر حسب قطب در جمله بهره طبقه درج کرد. با مقایسه با جمله بهره طبقه از نظر مقادیر مؤلفه، آن مقادیر مؤلفه را می‌توان محاسبه کرد.

## کاربردها
تیون‌سازی پلکانی بیشترین فایده را در کاربردهای پهن‌باند دارد. قبلاً معمولاً در تقویت‌کننده‌های IF گیرنده تلویزیون استفاده می‌شد. با این حال، فیلترهای SAW امروزه بیشتر در این نقش مورد استفاده قرار می‌گیرند. تیون‌سازی پلکانی مزایایی در VLSI برای کاربردهای رادیویی مانند LAN بی‌سیم دارد. گسترش کم مقادیر اجزاء، پیاده‌سازی آن را در مدارهای مجتمع نسبت به شبکه‌های نردبانی سنتی بسیار آسان‌تر می‌کند.

## کتابشناسی
- Chattopadhyay, D. , Electronics: Fundamentals and Applications, New Age International, 2006 شابک ‎۸۱۲۲۴۱۷۸۰۹.
- Gulati, R. R. , Modern Television Practice Principles, Technology and Servicing, New Age International, 2002 شابک ‎۸۱۲۲۴۱۳۶۰۹.
- Iniewski, Krzysztof, CMOS Nanoelectronics: Analog and RF VLSI Circuits, McGraw Hill Professional, 2011 شابک ‎۰۰۷۱۷۵۵۶۶۷.
- Maheswari, L. K. ; Anand, M. M. S. , Analog Electronics, PHI Learning, 2009 شابک ‎۸۱۲۰۳۲۷۲۲۵.
- Moxon, L. A. , Recent Advances in Radio Receivers, Cambridge University Press, 1949 اُسی‌ال‌سی ۲۴۳۴۵۴۵.
- Pederson, Donald O. ; Mayaram, Kartikeya, Analog Integrated Circuits for Communication, Springer, 2007 شابک ‎۰۳۸۷۶۸۰۲۹۲.
- Sedha, R. S. , A Textbook of Electronic Circuits, S. Chand, 2008 شابک ‎۸۱۲۱۹۲۸۰۳۶.
- Wiser, Robert, Tunable Bandpass RF Filters for CMOS Wireless Transmitters, ProQuest, 2008 شابک ‎۰۵۴۹۸۵۰۵۷۰.